# Mîhailivka, Berezanka
Mîhailivka (în ucraineană Михайлівка) este un sat în comuna Vasîlivka din raionul Berezanka, regiunea Mîkolaiiv, Ucraina.

## Demografie
Componența lingvistică a localității Mîhailivka
     Ucraineană (92,03%)
     Rusă (3,62%)
     Română (2,17%)
     Bulgară (1,45%)
Conform recensământului din 2001, majoritatea populației localității Mîhailivka era vorbitoare de ucraineană (92,03%), existând în minoritate și vorbitori de rusă (3,62%), română (2,17%) și bulgară (1,45%).